# 난탄정
난탄정(南但町)은 효고현 야부군에 있던 정이다. 현재의 야부시 북단에 해당한다.

## 역사
- 1955년 3월 31일 - 이토이촌, 오쿠라촌이 합병해 성립하였다.
- 1956년 9월 30일 - 아사고군 와다야마정, 다케다정과 합병해, 새로운 와다야마정이 성립, 동일 난탄정은 폐지되었다.

## 교통

### 철도
- 일본국유철도
  - 산요본선

### 도로
- 국도 제9호선

## 참고문헌
- 角川日本地名大辞典 28 兵庫県